# Rudník (Košice)
|  | No s'ha de confondre amb Rudník (Trenčín). |

Rudník és un poble i municipi d'Eslovàquia. Es troba a la regió de Košice, a l'est del país.

## Història
La primera referència escrita de la vila data del 1255.

## Demografia
| Godina             | 1994 | 2004    | 2014   | 2024   |
| ------------------ | ---- | ------- | ------ | ------ |
| Nombre de persones | 675  | 607     | 605    | 624    |
| Diferència         |      | −10,07% | −0,32% | +3,14% |

| Godina             | 2023 | 2024   |
| ------------------ | ---- | ------ |
| Nombre de persones | 622  | 624    |
| Diferència         |      | +0,32% |